# Великий Карузо
«Вели́кий Кару́зо» (англ. The Great Caruso) — американский художественный музыкальный фильм 1951 года режиссёра Ричарда Торпа. В заглавной роли — Марио Ланца. Премьера фильма состоялась 16 апреля 1951 года в США.

## Сюжет
Фильм показывает жизнь тенора Энрико Карузо (1873—1921). Он живёт в родном Неаполе. Вначале он влюбляется в девушку Мусетту, но не нравится её отцу — тому кажется, что Энрико занимается довольно несерьёзной деятельностью — поёт.
Затем Энрико влюбляется в другую девушку — Дороти Бенджамин. Её отец — один из владельцев столичной оперы. Но Энрико не по вкусу и этому возможному тестю, на этот раз своим крестьянским происхождением. В дальнейшем Энрико становится известным певцом, и Дороти всё-таки выходит за него замуж. А отношение других людей к певцу постепенно меняется в лучшую сторону.

## В ролях
- Марио Ланца — Энрико Карузо
- Энн Блит — Дороти Бенджамин
- Дороти Кирстен — Луиз Хеггар
- Джармила Новотна — Мария Селка
- Ричард Хэйгемэн — Карло Санти
- Карл Бентон Рид — Парк Бенджамин
- Эдуард Франц — Джулио Гатти-Казацца
- Людвиг Донат — Альфредо Брацци
- Алан Напье — Жан де Решке
- Пал Явор — Антонио Скотти (как Поль Явор)
- Карл Миллетэр — Джино
- Винсент Ренно — Туллио
- Шепард Менкен — Фучито
- Нестор Пайва — Эджисто Баррето
- Ивет Дугай — Музетта Баррето
- Питер Прайс — Карузо в детстве (как Питер Эдвард Прайс)
- Анджела Кларк — мама Энрико Карузо
- Марио Силетти — папа Энрико Карузо
- Бланш Тебом — певец в опере
- Тереза Челли — певица в опере
- Лусине Амара — певица в опере
- Тито Вуоло — Пьетро Тоскано (в титрах не указан)

## Дополнительная информация
- Художник: Эдвин Уиллис
- Монтаж: Джин Руджеро
- Костюмы: Жиль Стил и Хелен Роуз

## Награды и номинации
- 1952 «Оскар» — победитель в категории Лучший звук (Дуглас Ширер (Metro-Goldwyn-Mayer))
- 1952 «Оскар» — номинирован в категории Лучший дизайн костюмов (Хелен Роуз и Жиль Стил)

В фильме звучит песня «The Loveliest Night of The Year» в исполнении Марио Ланца, слова к песне написаны Полом Фрэнсисом Уэбстером, а музыка — Ирвингом Эронсоном.